# Medazepam
Medazepam – organiczny związek chemiczny, lek z grupy benzodiazepin. Zmniejsza napięcie nerwowe, działa uspokajająco i rozluźniająco. Może wywoływać uzależnienie.

## Działanie
Oddziałuje na receptory GABAA i kanały chlorkowe. Zwiększają przenikanie jonów chlorkowych do wnętrza neuronów. Działa przeciwlękowo, zmniejsza napięcie mięśniowe i napięcie nerwowe. Wykazuje słabe działanie nasenne i przeciwdrgawkowe.

### Działania niepożądane
Lek może wywoływać początkowo senność, która mija jednak po kilku dniach kuracji.
Znacznie rzadziej występują: zawroty i bóle głowy, zaburzenia w koncentracji, słabość mięśni, zaburzenia pracy wątroby, żółtaczka, nieoczekiwane zmiany nastroju, agresję, halucynacje, zaburzenia snu.
U pacjentów starszych może powodować splątanie. Lek powoduje uzależnienia. Odstawianie leku, szczególnie po długotrwałym przyjmowaniu, powinno następować stopniowo.
Podczas kuracji, jak i 5 dni po odstawieniu leku nie można prowadzić pojazdów, ani obsługiwać maszyn mechanicznych.

### Przedawkowanie
Objawami przedawkowania są: senność, zaburzenia świadomości, koordynacji ruchowej, osłabienie odruchów, niewyraźna mowa, zaburzenia rytmu serca, niedociśnienie, zahamowanie czynności ośrodka oddechowego.

## Zastosowanie
Lek stosuje się w stanach lękowych, zaburzeniach nerwicowych i migrenie.

### Przeciwwskazania
Leku nie podaje się pacjentom nadwrażliwym na medazepam, oraz cierpiącym na miastenię, jaskrę, ciężką niewydolność oddechową. Leku nie powinny przyjmować kobiety w ciąży i w okresie karmienia piersią.

## Dawkowanie
Początkowo lek podaje się w dawkach 5 mg 2 do 3 razy dziennie. W razie potrzeby dawka może zostać zwiększona nawet do 30–40 mg na dobę. U osób starszych i osłabionych 5 mg 3–4 razy dziennie.

## Interakcje
Medazepam nasila działanie środków wpływających depresyjnie na OUN, takich jak: barbiturany,
pochodne fenotiazyny, inhibitory MAO, opioidowe leki przeciwbólowe,
leki uspokajające, nasenne, przeciwdepresyjne, przeciwhistaminowe. Metabolizm leku hamują cymetydyna, disulfiram, izoniazyd, omeprazol. Środkami mogącymi przyspieszać metabolizm Medazepamu są:
ryfampicyna, karbamazepina, fenobarbital i fenytoina. Teofilina może znosić działanie uspokajające leku.

## Preparaty
W Polsce obecnie są dostępne dwa preparaty medazepamu:
- Rudotel tabl. 10 mg / AWD Pharma Niemcy
- Medazepam TZF kaps. 10 mg / Tarchomińskie Zakłady Farmaceutyczne Polfa

Krajową produkcję tabletek w Polfie rozpoczęto w 1976 roku.